# 新大阪ユースホステル
新大阪ユースホステル（しんおおさかユースホステル）は、大阪市立青少年センター (KOKO PLAZA) 9・10階にあるユースホステルである。

## 概要
- 客室
  - 一般（6人部屋・18室）
  - ツイン（2人部屋・2室）
  - 和室（6人部屋・2室）